# カサブランカ＝セタット地方
カサブランカ＝セタット地方(カサブランカ＝セタットちほう、アラビア語：الدار البيضاء - سطات)はモロッコ北西部の地方。
面積は約2万km2、2014年の人口は約686.2万人。
都市化率は69%
。
首府はカサブランカ
。

## 地理
- 北東：ラバト＝サレ＝ケニトラ地方
- 東：ベニ・メラル＝ヘニフラ地方
- 南：マラケシュ＝サフィ地方
- 南西～北：大西洋

に接する。
マラケシュ＝サフィ地方との境界にはウムエルルビア川が流れる。
ウムエルルビア川は河口のアゼンムールから大西洋に注ぐ
。
ウムエルルビア川によって、東のシャウイアと西のドゥカラに分かれる
。

## 歴史
2015年9月、グラン・カサブランカ地方・アル・ジャディーダ州・シディベヌール州・ベン・スリマン州・ベレチド州・セタト州を合わせて設立された。

## 行政区画

カサブランカ＝セタット地方の県

- ベンスリマン州（英語版）
- ベレチド州（英語版）
- カサブランカ県（フランス語版）
- アル・ジャディーダ州（英語版）
- メディウナ州（英語版）
- モハメディア県（フランス語版）
- ノウアセウル州（英語版）
- セタト州（英語版）
- シディ・ベヌール州（英語版）

## 経済
GDPは2900億モロッコ・ディルハムで、モロッコ全体の32%を占め、最大の地方である。
尚、2016年6月15日のレートでは1モロッコ・ディルハムは10.93627円なので、2900億モロッコ・ディルハムは3兆1715億1830万円である
。
サービス業と工業が中心である
。
西部のドゥカラでは農業が盛んである
。

## インフラ

### 道路
- A3号線、A5号線、A7号線：カサブランカ⇔ラバト⇔アル・ジャディーダ⇔マラケシュ(ベレチド（英語版）・セタト（英語版）経由)
- 第2高速道路：サフィ⇔アル・ジャディーダ(2016年に開通予定)[9]
- 高速道路：ベレチド（英語版）⇔ベニ・メラル

### 鉄道
- マラケシュ⇔ウェドゼム（英語版）
- マラケシュ⇔ラバト[10]

### 港
- カサブランカ港（英語版）
- ジョルフ・ラスファー（英語版）
- モハメディア[11]

### 空港
- ムハンマド5世国際空港：カサブランカから20km。2014年には約800万人が利用した。これはモロッコで最多である。[12]

### エネルギー
2015年8月、国内唯一のモハメディア製油所が閉鎖された。